# El pisito
El pisito (tr. it. L'appartamentino) è un film del 1958 diretto da Marco Ferreri. È il lungometraggio d'esordio di Ferreri, girato in Spagna.

## Trama
Rodolfo e Petrita sono fidanzati da ormai dodici anni, ma non riescono a sposarsi non potendo permettersi un appartamento. Dietro consiglio della donna, Rodolfo accetta di prendere in moglie l'ottantenne proprietaria della pensione dove vive, in attesa dell'eredità.